# Este soy yo
Este Soy Yo es el undécimo álbum de estudio del cantante mexicano Julión Álvarez, lanzado el 1 de marzo de 2019.
Los problemas legales de Julión Álvarez con el Departamento del Tesoro de los Estados Unidos en 2017 provocaron que el álbum no pudiera lanzarse de manera oficial en plataformas digitales ni en formato físico, esto debido a que tanto su compañía discográfica como los sitios digitales de distribución de música son empresas extranjeras y no pueden hacer tratos con el cantante durante la investigación, por esto el álbum fue puesto en disponibilidad a través de diversos sitios de Internet de manera gratuita.

## Sencillos
El 23 de agosto de 2018 fue anunciado «Te lo estoy afirmando» como primer sencillo del álbum. La canción solo contó con el apoyo de radio como promoción alcanzando el número uno en la lista «Top 20 General» de Monitor Latino en Guatemala y número siete en México.
«Cuando te amé» fue lanzado como sencillo el 11 de febrero de 2019. La canción es de la autoría de Hansen Flores quien formó parte del equipo de Julión en la cuarta temporada de La voz... México.

## Lista de canciones
| N.º   | Título                             | Escritor(es)                   | Duración |  |
| 1.    | «Sin memoria» (con Alfredo Olivas) | Alfredo Olivas                 | 3:11     |  |
| 2.    | «Este soy yo»                      | Edén Muñoz                     | 3:17     |  |
| 3.    | «Soñé»                             | Gussy Lau                      | 3:17     |  |
| 4.    | «El enfiestado»                    | Luis Santana                   | 2:13     |  |
| 5.    | «Cuando te amé»                    | Hansen Flores                  | 3:36     |  |
| 6.    | «Tal vez no he sido yo»            | Joss Favela                    | 3:36     |  |
| 7.    | «Pa' comprarte»                    | César Estrada                  | 2:27     |  |
| 8.    | «Juntos los dos»                   | Julio César Hernández Martínez | 2:57     |  |
| 9.    | «Te lo estoy afirmando»            | Rubén Salazar                  | 2:43     |  |
| 10.   | «Aquí andamos de regreso»          | Edén Muñoz                     | 3:09     |  |
| 30:26 |                                    |                                |          |  |